# Nikolai Minski
Nikolai Minski, rus: Никола́й Ми́нский i Nikolai Maksímovitx Minski, rus: Никола́й Макси́мович Ми́нский, són pseudònims de Nikolai Maksímovitx Vilenkin, rus: Никола́й Макси́мович Виле́нкин (1855-1937) un escriptor, poeta i místic de l'edat de plata de la literatura russa.

## Vida
Nascut a Glubókoie (ara Hlibókaie, Belarús) en el si d'una pobra família jueva, va quedar orfe de ben petit, i va acabar la seva escolarització a Minsk. Va agafar el seu pseudònim de la ciutat on va créixer. Va estudiar dret a la Universitat Estatal de Sant Petersburg
Els seus primers poemes tracten de "temes civils". El 1882, Minski, abans de casar-se amb l'escriptora Iúlia Iàkovleva, va adoptar l'ortodòxia. El 3 d'abril de 1886, es va convertir en advocat a Sant Petersburg.
El 1889, Minski va publicar el llibre "A la llum de la consciència", rus: При свете совести Pri svete sovesti, on exposa la seva "teoria" del "meonisme" (me on en grec significa "no existent"). L'objectiu del treball és demostrar que el propòsit principal de la humanitat és la "no existència".
El 1900, Dmitri Merejkovski, Minski, Zinaida Guíppius, Vassili Rózanov i altres van fundar la Societat Filosòfica de la Universitat de Sant Petersburg, que tenia com a objectiu apropar la intel·lectualitat russa a l'església. Minski, com la majoria d'intel·lectuals, simpatitzà amb la revolució i la socialdemocràcia. Juntament amb Maksim Gorki, fou l'editor nominal del primer diari del Partit Obrer Socialdemòcrata Rus, el Novaia Jizn, rus: Новая Жизнь ("Vida nova"), en el qual, en particular, en aquell moment, es va publicar el famós article de Lenin "Organització del partit i literatura del partit", rus: Партийная организация и партийная литература
Minski, com a redactor i editor, va ser arrestat, però després alliberat sota fiança. A partir de 1906 va viure a l'estranger, en concret a París. Es convertí en un dels líders del decadentisme i del simbolisme rus, predicà el culte a la bellesa i el plaer i declarà la guerra a les tendències socials en l'art com a perjudicials per a la "puresa" de la creativitat artística.
Va tornar a Rússia el 1913 després de l'amnistia, però amb l'inici de la Primera Guerra Mundial el 1914 va emigrar permanentment. A principis dels anys vint va residir a Berlín, va fundar la "Casa de les Arts" allà el 1921, després es va traslladar a Londres, on fou membre de l'ambaixada soviètica. Des de 1927 va viure a París.
Va desenvolupar la doctrina de dues maneres del bé: l'empíric-racional i el místic. El concepte religiós-filosòfic es presenta en els tractats "Per la llum de la consciència", rus: При свете совести (1890) i "Religió del futur", rus: Религия будущего (1905).
Els poemes de Minski reflecteixen les fluctuacions i contradiccions de la seva vida. El millor d'ells (gràcies als quals ell, que va ser influenciat per S. Nadson i Meterlink, és considerat el predecessor dels simbolistes) mostra la profunditat de la recerca del significat de la vida i el desig de trobar suport en Déu.
Minski va morir a París i va ser enterrat al Cementiri del Père Lachaise.

## Publicacions
- Стихотворения / Poemes (1877—1882). — SPb., 1883. - prohibit per la censura.
- При свете совести. Мысли и мечты о цели жизни. / A la llum de la consciència. Pensaments i somnis sobre l'objectiu de la vida. - SPb., 1890.
- Стихотворения.(3 изд.) / Poemes (3a ed.) - SPb., 1896.
- Религия будущего: (Философские разговоры) / Religió del futur: (converses filosòfiques). - SPb, 1905.
- О свободе религиозной совести. /Sobre la llibertat de consciència religiosa. - SPb., 1905.
- Полное собрание стихотворений. Т.1-4. / Col·lecció completa de poemes. T.1-4. - SPb., 1907.
- На общественные темы. / Sobre temes públics. - SPb., 1909.
- От Данте к Блоку. / De Dante a Blok. Berlín, Misl, 1922.
- Из мрака к свету. / De la foscor a la llum. - Berlín, 1922.